# Nan Goldin
Nan Goldin (Washington, D.C., 12 de setembro de 1953) é uma fotógrafa americana conhecida por seu trabalho artístico sobre corpos LGBT, momentos de intimidade, a crise do HIV e a epidemia de opioides. Sua obra mais notável é The Ballad of Sexual Dependency (1986), que documenta a subcultura gay pós-Stonewall e sua família e amigos. Ela vive e trabalha em Nova York, Berlim e Paris.

## Biografia
Nan Goldin cresceu em uma familia judia de classe média alta em Boston, Massachusetts. Em 1968, um professor da escola em que estudava, a Satya Community School, introduziu-a à câmera fotográfica; Goldin tinha quinze anos de idade. Sua primeira mostra solo, realizada em Boston em 1973, foi baseada em suas jornadas fotográficas através das comunidades gays e transexuais da cidade, introduzida no meio pelo amigo David Armstrong.  Goldin graduou-se na School of the Museum of Fine Arts, Boston/Tufts University em 1977/1978, onde trabalhou na maioria com impressões através do processo de Cibachrome.
Depois de se formar, Goldin mudou-se para Nova Iorque e começou então a documentar o cenário new-wave pós-punk, simultaneamente à subcultura gay no final da década de 1970 e começo da década de 1980.

## Obra

### Livros por Nan Goldin
- The Ballad of Sexual Dependency. New York: Aperture, 1986. ISBN 978-0-89381-236-2.
- Cookie Mueller (exhibition catalogue). New York: Pace/MacGill Gallery, 1991.
- The Other Side. Perseus Distribution Services, 1993. ISBN 1-881616-03-7.
- Vakat. Cologne: Walter Konig, 1993.
- Desire by Numbers. San Francisco: Artspace, 1994.
- A Double Life. Zurich: Scalo, 1994.
- Tokyo Love. Tokyo: Hon don do, 1994.
- The Golden Years (exhibition catalogue). Paris: Yvon Lambert, 1995.
- I'll Be Your Mirror (exhibition catalogue). Zurich: Scalo, 1996. ISBN 978-3-931141-33-2.
- Love Streams (exhibition catalogue). Paris: Yvon Lambert, 1997.
- Emotions and Relations (exhibition catalogue). Cologne: Taschen, 1998.
- Ten Years After: Naples 1986–1996. Zurich: Scalo, 1998. ISBN 978-3-931141-79-0.
- Couples and Loneliness. Tokyo: Korinsha, 1998.
- Nan Goldin: Recent Photographs. Houston: Contemporary Arts Museum, 1999.
- Nan Goldin. 55, London: Phaidon, 2001. ISBN 978-0-7148-4073-4.
- Devils Playground. London: Phaidon, 2003. ISBN 978-0-7148-4223-3.
- Soeurs, Saintes et Sibylles. Editions du Regard, 2005. ISBN 978-2-84105-179-3.
- The Beautiful Smile. First edition. Göttingen: Steidl, 2008. ISBN 978-3-86521-539-0.
  - 2nd edition. Göttingen: Steidl, 2017. ISBN 978-3-95829-174-4.
- Variety: Photographs by Nan Goldin. Skira Rizzoli, 2009. ISBN 978-0-8478-3255-2.
- Eden and After. London: Phaidon, 2014. ISBN 978-0714865775.
- Diving for Pearls. Göttingen: Steidl, 2016. ISBN 978-3-95829-094-5.